# Ballet cortesano

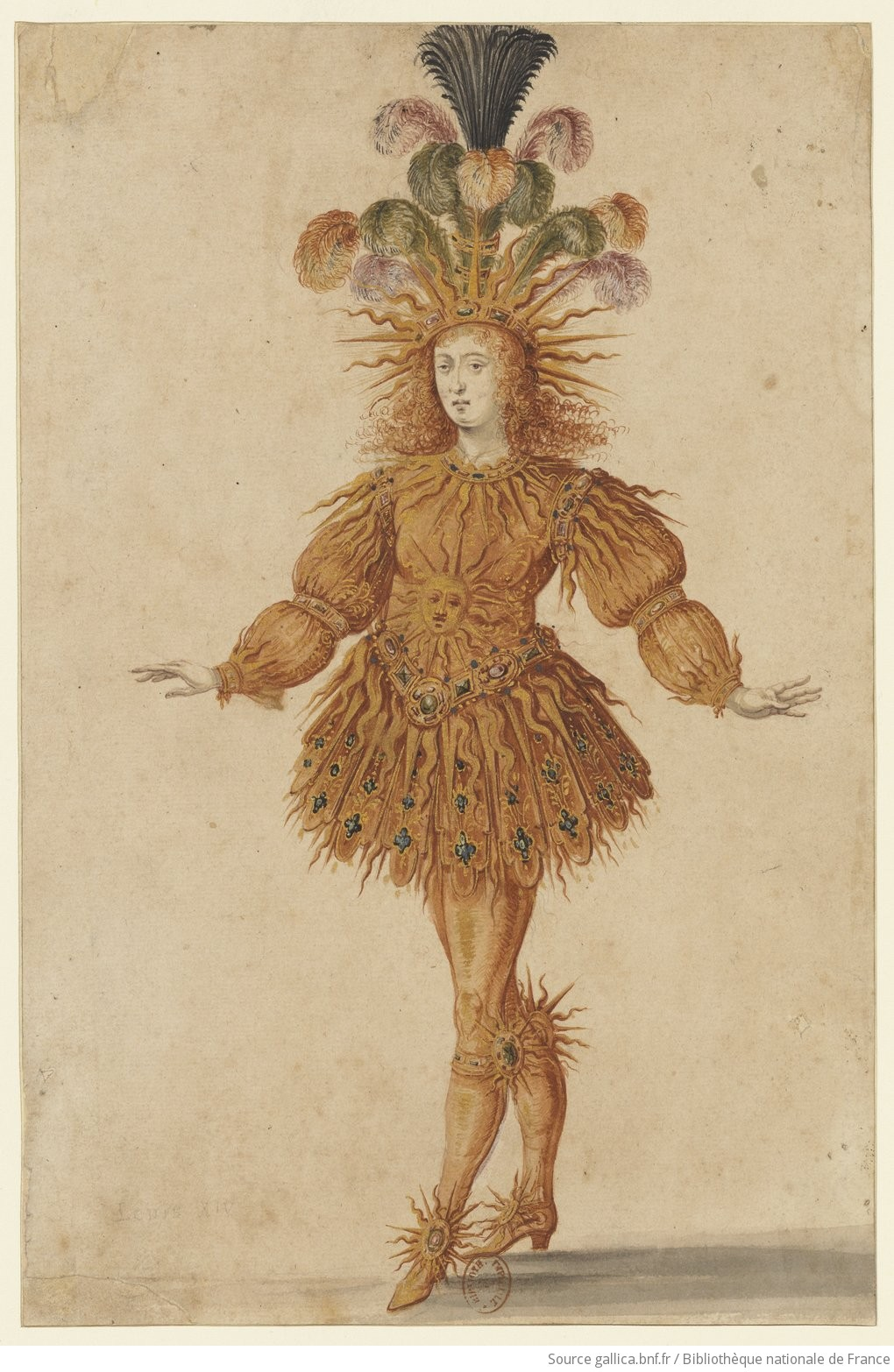
Vestuario diseñado para Luis XIV como Sol Naciente, para la entrada final de Le Ballet de la Nuit (1653)

El ballet cortesano o ballet de corte (en francés: ballet de cour) es un género de ballet que comprende poesía, música vocal e instrumental, coreografía y escenografía, cuyo nacimiento se sitúa a fines del siglo xvi en la corte de Francia.

## Historia
Durante el Barroco la danza había llegado a ser el centro de la vida cortesana especialmente en Italia, y posteriormente en Francia adquirió pleno desarrollo. Catalina de Médici contrató para organizar los festejos de su corte al violinista y bailarín italiano Baldassarino de Belgioioso, que afrancesó su nombre llamándose Balthasar de Beaujoyeux. Su primer encargo dio lugar a un espectáculo-ballet celebrado el 15 de octubre de 1581, que se llamó Le Ballet Comique de la Reine que estaba basado en la leyenda de Circe. Este tipo de espectáculo se extendió por toda Europa con gran rapidez.
El Ballet des Polonais fue uno de los primeros ballet hecho representar por Catalina de Médici en el Louvre, para recibir a los embajadores polacos llegados a anunciar a su hijo el duque de Anjou (futuro Enrique III) su elección al trono de Polonia. Posteriormente durante el reinado de Luis XIII también se disfrutó de una abundante producción de ballets. Olvidado hasta después de la Fronda, el ballet volvió a renacer llegando a su apogeo durante el reinado de Luis XIV que, poco a poco, lo convirtió en objeto de propaganda política con la ayuda de Richelieu, poniendo de relieve el poderío de Francia y de su monarquía. Isaac de Benserade sería, por entonces, el poeta principal. 
Cuando en 1670, Luis XIV decidió no subvencionar más ballets, éste recibió un golpe mortal, pero dio paso al nacimiento de dos géneros nuevos protagonizados principalmente por Lully: la ópera-ballet y la comedia-ballet.

## Características
La estructura de un ballet de corte del siglo XVII era idéntica a la de una obra dramática, con un planteamiento, nudo y desenlace. Contaba con una obertura que exponía el tema con un recitado; después estaban las entrées equivalentes a los actos del teatro que mezclaban canto, recitado y danza; y por último el Gran Ballet o ballet general, que constituía la apoteósis final. El espectáculo iba acompañado de una puesta en escena y decorados fastuosos.
El espectáculo era bailado por los miembros de la familia real, los cortesanos y algunos bailarines profesionales. En el curso de las diversas entrées los intérpretes van bailando por turno. La última entrée es interpretada por todo el cuerpo de bailarines.